# 궁리항
궁리항은 충청남도 홍성군 서부면 궁리에 있는 어항이다. 1978년 4월 24일 지방어항으로 지정되었다. 시설관리자는 홍성군수이다.

## 어항구역
궁리항의 어항구역은 다음과 같다.
- 수역
  - 남방파제 남쪽 61m 기점(X=343,099 Y=151,428)으로부터 정서에서 남쪽으로 27° 방향으로 348m, 이 점에서 서북직각방향으로 650m, 이 점에서 동북방향 직각으로 육지와 연결한 선내의 공유수면
- 육역
  - 충청남도 홍성군 서부면 궁리 540-82 (잡종지)
  - 충청남도 홍성군 서부면 궁리 540-83 (제방)
  - 충청남도 홍성군 서부면 궁리 540-84 (제방)
  - 충청남도 홍성군 서부면 궁리 540-87 (잡종지)
  - 충청남도 홍성군 서부면 궁리 540-89 (잡종지)